# Liste von Persönlichkeiten der Stadt Most
Die Liste der Persönlichkeiten der Stadt Most in Tschechien enthält Personen, die in der Geschichte der Stadt Most eine bedeutende Rolle gespielt haben. Es handelt sich dabei um Persönlichkeiten, die hier geboren sind, hier gewirkt haben oder denen die Ehrenbürgerschaft verliehen wurde.

## Ehrenbürger
- 1910: Anton August Naaf (1850–1918), Dichter, Schriftsteller und Herausgeber

## Söhne und Töchter der Stadt

### Bis 1900
- Hans Dernschwam (1494–1568), Fugger-Kaufmann
- Andreas Hammerschmidt (1610/11–1675), Komponist und Organist
- Anton Laube (1718–1784), Komponist und Kirchenmusiker
- Florian Leopold Gassmann (1729–1774), österreichischer Komponist
- Karl Huß (1761–1836), Scharfrichter, Heilkundiger und Sammler
- Franz Karl O’Reilly (1763–1802), Arzt aus einer irischen Familie und Beförderer der Kuhpockenimpfung
- Karl Bernth (1802–1879), Dichter und Jurist
- Emil Franz Rössler (1815–1863), böhmisch-deutscher Rechtshistoriker, Bibliothekar und Mitglied der Frankfurter Nationalversammlung
- Eduard Lill (1830–1900), Offizier und Ingenieur
- Karl Edler von Pohnert (1832–1911), Bürgermeister der Stadt Brüx, Landtagsabgeordneter und kaiserlicher Rat
- Ferdinand Mannlicher (1848–1904), Erfinder und Konstrukteur
- Max Grünert (1849–1929), Literaturwissenschaftler und Orientalist
- Emil Uhl (1864–1945), Orientmaler
- Rudolf Schrey (1869–1952), deutscher Kunsthistoriker und Kunsthändler
- Rudolf Ritter (1878–1966), Opernsänger und Gesangspädagoge
- Wenzel Hablik (1881–1934), Maler, Graphiker und Kunsthandwerker
- Franz Sättler (1884–≈1942), Okkultist und Alchemist
- Maximilian Hilbert (1887–1945), deutscher römisch-katholischer Ordensmann, Geistlicher und Märtyrer
- Karel Opočenský (1892–1975), Schachmeister
- Jirmejahu Oskar Neumann (1894–1981), tschechoslowakisch-israelischer Journalist und Schriftsteller
- Alois Ott (1894–1968), sudetendeutscher Lehrer, Kommunalpolitiker und Heimatforscher
- Rudolf Zischka (1895–1980), Politiker
- Fritz Loose (1897–1982), deutscher Flugpionier

### 1901 bis 1950
- Irmfried Liebscher (1901–1973), deutscher Keramiker

- Walter Kochner (1905–1971), Sänger, Regisseur und Schauspieler
- Hanns Blaschek (1907–1989), deutscher Verwaltungsbeamter und Maler
- Friedrich Herneck (1909–1993), deutscher Wissenschaftshistoriker
- Ludwig Wollenheit (* 1915), deutscher Maler und Zeichner
- Hans Mayer-Foreyt (1916–1981), deutscher Maler und Grafiker
- Oldřich Stránský (1921–2014), tschechischer Überlebender des Holocausts
- Ica Vilander (1921–2013), deutsche Fotografin
- Günther Sterba (1922–2021), deutscher Zoologe
- Edith Dittrich (1923–2000), Kunsthistorikerin, Archäologin und Sinologin
- Karl Otto Zimmer (1923–2004), Richter am deutschen Bundessozialgericht
- Hanns Gorschenek (1924–2006), deutscher Rundfunkjournalist
- Heini Halberstam (1926–2014), britischer Mathematiker
- Leo Walter Hamm (1926–2014), Lehrer, Heimatforscher, Historiker
- Werner Karwath (1927–2019), deutscher Arzt und Politiker
- Gerold Wanke (1927–1976), deutscher Schauspieler
- Judita Čeřovská (1929–2001), Pop- und Chansonsängerin
- Helmuth Nürnberger (1930–2017), deutscher Germanist
- Kamil Hála (1931–2014), Jazzmusiker und Bigband-Leader
- Josef Masopust (1931–2015), Fußballspieler
- Dana Němcová (1934–2023), Psychologin und Politikerin
- Horst Schulz (* 1938), deutscher Politiker
- Ernst Schneider (1941–2003), Richter am deutschen Bundesgerichtshof
- Manfred Kupferschmied (* 1941), deutscher Fußballspieler und -trainer
- Kai Ehlers (1944–2025), deutscher Journalist, Publizist, Schriftsteller, Forscher und Organisator
- Peter Drescher (1946–2021), deutscher Schriftsteller
- Jiří Kimla (1947–2021), Schriftsteller
- Jan Mühlstein (* 1949), Journalist
- Ivan Hlinka (1950–2004), Eishockeyspieler und -trainer

### Ab 1951
- Pavel Chaloupka (1959–2025), Fußballspieler und -trainer
- Richard Pitterle (* 1959), deutscher Politiker Die Linke
- Peter Kaluza (* 1962), deutscher Eishockeyspieler
- Libor Pimek (* 1963), belgischer Tennisspieler
- Vladimír Růžička senior (* 1963), Eishockeyspieler und -trainer
- Petr Svoboda (* 1966), Eishockeyspieler
- Petr Molnár (* 1969), Eishockeyspieler
- Martin Ručínský (* 1971), Eishockeyspieler
- Luděk Pachl (* 1971), Künstler
- Martin Reichel (* 1973), tschechisch-deutscher Eishockeyspieler
- David Balázs (* 1974), Eishockeyspieler
- Petr Franěk (* 1975), Eishockeytorhüter
- Vlastimil Kroupa (* 1975), Eishockeyspieler
- Angel Nikolov (* 1975), Eishockeyspieler
- Petr Johana (* 1976), Eishockeyspieler
- Pavel Rosa (* 1977), Eishockeyspieler
- Marek Židlický (* 1977), Eishockeyspieler
- Kamil Piroš (* 1978), Eishockeyspieler
- Tomáš Divíšek (* 1979), Eishockeytorhüter
- Marek Pinc (* 1979), Eishockeytorhüter
- Tomáš Kůrka (* 1981), Eishockeyspieler
- Michal Fikrt (* 1982), Eishockeytorhüter
- Petr Macholda (* 1982), deutsch-tschechischer Eishockeyspieler
- Iveta Benešová (* 1983), Tennisspielerin
- Lukáš Kašpar (* 1985), Eishockeyspieler
- Markéta Gregorová (* 1993), Aktivistin und Politikerin
- Ondřej Král (* 1999), Badmintonspieler
- Kristýna Otcovská (* 2000), Biathletin
- Adéla Stříšková (* 2000), Handballspielerin

## Personen, die mit der Stadt in Verbindung stehen
- Joseph Samuel Bloch (1850–1923), österreichischer Rabbiner
- Bonifác Buzek (1788–1839), Priester, Volksaufklärer, Philosoph und Pädagoge, lehrte am hiesigen Gymnasium
- Anton Dietzenschmidt (1893–1955), deutscher Dramatiker
- Ignaz Glaser (1853–1916), Unternehmer
- Caspar Güttel (1471–1542), lutherischer Theologe und Reformator
- Wilhelm Karlik (1872–1934), Dr.-Ing., Bergbautechnologe und Erfinder von Seilscheiben
- Ignaz Killiches (1793–1877), Arzt
- Alexander Kisch (1848–1917), Rabbiner
- Ferdinand Mannlicher (1848–1904), Erfinder und Konstrukteur des Repetierer mit Paketladung
- Stanislav Kostka Neumann (1875–1947), tschechoslowakischer Dichter
- Hanns Nathow (1893–1945), Generaldirektor und Wehrwirtschaftsführer, wurde in der Kaserne Most nach Kriegsende getötet
- Kurt Oberdorffer (1900–1980), sudetendeutscher, nationalsozialistischer Historiker und Archivar
- Victor Ignaz Stephan Patzelt (* 2. Oktober 1856 in Tetschen; † 1908 bei Brüx), Arzt und Biologe, Mitbegründer des Museums
- Ignaz Petschek (1857–1934), böhmischer Bankier, Großkohlenhändler und Großindustrieller
- Karl Pistorius (1898–1966), Opernsänger
- Rolf Schneebiegl (1924–2004), deutscher Musiker der volkstümlichen Musik
- Paul Wirtz (1901–1946), Landrat (NSDAP)
- Der Wundarzt von Brüx (Cirologus de Brox), egerländischer Wundarzt und Medizinschriftsteller um 1450